# Arsienij Roginski
Arsienij Borisowicz Roginski (ros. Арсений Борисович Рогинский, Arsienij Borisowicz Roginskij; ur. 30 marca 1946 w Wielsku, zm. 18 grudnia 2017 w Izraelu) – rosyjski historyk i działacz polityczny pochodzenia żydowskiego, przewodniczący Stowarzyszenia „Memoriał”, badającego zbrodnie stalinowskie.

## Życiorys
Urodził się w rodzinie represjonowanego inżyniera z Leningradu, w miejscu jego zesłania. Absolwent wydziału historyczno-filologicznego na Uniwersytecie w Tartu (1968). Pracował jako bibliograf oraz nauczyciel języka rosyjskiego i literatury w szkole. W ramach badań naukowych zajmował się historią Rosji XX wieku, zwłaszcza lat dwudziestych – w tym likwidacją partii eserowców i innymi politycznymi represjami.
W latach 1975–1981 redagował i wydawał w drugim obiegu zbiory prac historycznych „Pamięć”, które od 1978 były publikowane również za granicą.
Aresztowany w 1981 i skazany na cztery lata pozbawienia wolności za sfałszowanie dokumentów (wniosków o dostęp do materiałów z archiwów i bibliotek). Jako ostatnie słowo oskarżonego na swym procesie wygłosił „Sytuacja historyka w Związku Radzieckim”, opublikowane przez czasopismo „Russkaja mysl”. Odbył karę w całości, wyszedł na wolność w 1985. Został całkowicie zrehabilitowany w 1992.
W latach 1988–1989 był jednym z założycieli Stowarzyszenia Memoriał, od 1998 był jego przewodniczącym. Od 2012 był członkiem Międzynarodowej Rady Oświęcimskiej.
Wspólnie z Nikitą Pietrowem zgromadził archiwum operacji polskiej NKWD z lat 1937 - 1939 ujawniając prawdę o represjach wobec Polaków w ZSRR.
Zmarł 18 grudnia 2017 w Izraelu w wieku 71 lat na chorobę nowotworową. Pochowany na Cmentarzu Wwiedieńskim w Moskwie.

## Prace naukowe
- Воспоминания крестьян-толстовцев. 1910-е – 1930-е годы (М.: Книга, 1989)

## Odznaczenia
- Order Krzyża Ziemi Maryjnej II Klasy – Estonia, 2002[6]
- Krzyż Zasługi I Klasy Orderu Zasługi RFN – Niemcy, 2010[7]
- Krzyż Komandorski z Gwiazdą Orderu Zasługi RP – Polska, 2017, pośmiertnie[8]
- Krzyż Oficerski Orderu Zasługi RP – Polska, 2010[9]
- Krzyż Kawalerski Orderu Zasługi RP – Polska, 2005[10]